# Accum
Accum is een dorp dat deel uitmaakt van de stad Schortens in het Landkreis Friesland in de Duitse deelstaat Nedersaksen. Het dorp wordt al als Ackem genoemd in 840 in de kroniek van Ansgar van Bremen. De band met Bremen blijkt ook uit de vernoeming van de dorpskerk naar de heilige Willehad, de eerste bisschop van Bremen. De eerste kerk zou gesticht zijn door Ansgar. Het dorp ligt in het oosten van het stadsgebied, halverwege Schortens en Wilhelmshaven.
Accum maakte deel uit van de heerlijkheid Kniphausen. In 1555 voerde de toenmalige heer Tido van Inn en Kniphausen de reformatie door in zijn gebied. De kerk van Accum is sindsdien de enige Hervormde kerk in het voormalige Land Oldenburg